# Machimus wraniki
Machimus wraniki är en tvåvingeart som beskrevs av Geller-grimm 2002. Machimus wraniki ingår i släktet Machimus och familjen rovflugor. Inga underarter finns listade i Catalogue of Life.